# پل آتاناسیو
پل آتاناسیو (انگلیسی: Paul Attanasio؛ زادهٔ ۱۴ نوامبر ۱۹۵۹) تهیه‌کننده تلویزیونی و فیلم‌نامه‌نویس ایتالیایی‌تبار اهل ایالات متحده آمریکا است.
از فیلم‌ها یا مجموعه‌های تلویزیونی که وی در آن‌ها نقش داشته است، می‌توان به دکتر هاوس اشاره نمود.